# Unreal Tournament 2004
Unreal Tournament 2004 je klasická multiplayerová FPS, od ostatních her tohoto typu je odlišená zvláštními pohyby hráče – dodge.

## Módy
- Deathmatch – „všichni proti všem“ – Vyhrává ten, kdo má nejméně smrtí a nejvíc zabití.
- Team death match – Nezáleží na výkonu jednotlivce, ale na celém týmu. Většinou se hraje 2 na 2 nebo 4 na 4, ale i víc (max. 16 na 16).
- InstaGib – mód, kde máte k dispozici pouze jednu zbraň (Super Shock Rifle), nekonečno nábojů a zabíjí jediný zásah (bez ohledu na to kolik má nepřítel zdraví).
- Onslaught – V tomto módu jsou k dispozici také vozidla. Cílem je zabírat body na mapě (node). Až se dostanete k jádru (core) nepřítele, můžete ho ničit, pokud mezitím nepřítel nezabere některý váš (odemknutý) bod. Útok na jádro je pak znemožněn a musíte znovu ovládnout všechny důležité body (podle čar na minimapě). Vítězí ten, kdo jako první zničí jádro nepřítele.
- Capture the flag – Opět týmový mód, cílem je sebrat nepříteli vlajku a donést ji na svoji základnu.
- Team Arena Master – Není standardním módem. Podobá se TDM, ale na mapě nejsou žádné věci (lékárny, náboje), musíte vystačit s tím, co na začátku kola dostanete (většinou od každé zbraně polovinu nábojů).
- Assault – Klasický mód, ve kterém musíte splnit požadované úkoly do určitého časového limitu.
- Bombing run – podobný CTF, s tím rozdílem, že musíte ukořistit kouli (pouze jedna, nikoli dvě jako vlajky v CTF) a dopravit ji do nepřítelovy "brány"
- Double domination – V tomto módu je Vaším úkolem na deset sekund obléhat oba body "A" i "B". Většinou se hraje na dvě až tři vítězná "obležení" (záleží na nastavení hry).
- Invasion – Hrajete proti monstrům, která k vám přicházejí v jednotlivých vlnách. Vaším úkolem je vydržet co nejvíce vln.
- Mutant – Hraje se podobně jako Death match, ale na začátku je jeden z hráčů "Mutant". Ten, kdo mutanta zabije, stává se jím. Kdo je mutant nejdéle, vyhrává.
- Last man standing – podobný DM avšak, jak už vyplývá z názvu, jde o to, abyste přežili jako poslední.

## Pohyblivost (Movement)

### Skoky
- Normal Jump – Obyčejný skok (mezerník)
- Double Jump – Dvoj skok (mezerník, a v letu znovu mezerník)

### Dodge
- Dodge – Je to speciální pohyb, který lze udělat rychlým zmáčknutím klávesy dvakrát po sobě (při standardním ovládání dvakrát W, A, S, D), tím docílíte nízkého, dlouhého, rychlého skoku. Dodge lze kombinovat se skokem (mezerník), nebo se pomocí dodge odrazit od zdi při letu či pádu.
- Dodge Jump – Již zmiňovaný dodge a při něm skok (mezerník).

### Wall Dodge
- Wall Dodge  – Je-li postavička poblíž zdi, je možné se od ní odrazit pomocí dodge. To se dá efektivně využít například při pádu…
- Wall Dodge Jump – Totéž co Wall Dodge jen s mezerníkem (skokem).

### Speciality
- Shield Jumping – Je to speciální skok pomocí Shield gunu (kladiva), postavička tak může skákat až neuvěřitelně vysoko (respektive daleko).
- Shock Core Jumping – Obdobně se dá skákat na Shock corech (sekundární mód shock rifle), například podél zdí atp.

## Zbraně
Každá zbraň má dvě funkce, primární a sekundární střelbu. Standardně je nastavena na levém tlačítku myši primární a na pravém sekundární střelba.
- Shield Gun – Základní zbraň, kterou máte stále a nemůžete jí odhodit. Primární útok je na blízko, když podržíte tlačítko, tak se útok dá nabít a je tak silnější. Plně nabitý Shield Gun ultimativně odstraní i protivníka s plným štítem, pokud se k němu dostanete. Vypouští se automaticky při dotyku (bohužel i se spojencem). Sekundární mód vytvoří zelený obranný štít, který se postupně vybíjí. Vybití štítu lze urychlit palbou do štítu.
- Assault Rifle – Základní zbraň, kterou máte odjakživa a můžete jí odhodit. Název napovídá, že je to útočná puška. Je slabá, ale když seberete ještě jednu, můžete používat obě. A to pak je celkem slušná palebná síla. Na velkou dálku nepřesná. Sekundární útok je granátomet, čím déle podržíte druhé tlačítko, tím dál se odrážející se granát vystřelí.
- Bio-Rifle – Zbraň na bázi radioaktivního žíravého "sajrajtu", který střílíte na ostatní. Velmi silná zbraň, ale má krátký dostřel. Sekundárním útokem můžete nahromadit větší dávku. Vystřelené "plivance" se nalepí na objekty a buď za několik sekund zmizí, nebo někoho citelně zraní.
- Mine Layer – Primární útok položí na zem pavoučí minu, která v blízkosti nepřátele se za ním "rozběhne" a v jeho blízkosti vybuchne. Velmi silné jak na jednotky, tak na vozidla. Sekundárním útokem můžete navádět pavoučky manuálně.
- Grenade Launcher – Granátomet, primární útok vystřelí granát, který se přichytí na nepřítele, jak na jednotku tak na vozidlo. Sekundárním útokem nálož odpálíte. Velmi silná zbraň s malým dostřelem.
- Shock Rifle – Primární paprsek je silný a má velmi dobrý dostřel, ale je malá kadence. Sekundární útok vystřelí pomalejší světelnou kouli. Když trefíte primárním útokem kouli, tak se vznikne velký výbuch.
  - Super Shock Rifle – Když si nastavíte v Mutators "Instagib", tak budete mít pouze tuto zbraň. Je stejná jako klasická Shock Rifle, ale nemá sekundární útok a primární útok zabíjí na jednu ránu!
- Link Gun – Primární útok střílí plazmové projektily. Sekundární plazmový laser, který zabíjí na krátkou vzdálenost. Ale také umí "opravovat" vlastní vozidla, Power nody a můžete posilovat přátele, kteří také používají Link gun (poznáte je podle toho, že jejich jméno zezelená).
- Minigun – Klasický ruční rotační kulomet. Primární útok je rychlejší se slabší kadencí a sekundární je pomalejší, ale silnější. Poměrně přesný i na větší vzdálenost.
- Flak Cannon – Doslovně přeloženo protiletadlový kanón. Primární střelba odpálí granát přímo v hlavni zbraně, takže všechny šrapnely letí přímo vpřed s velkým rozptylem (jako brokovnice). Šrapnely se odráží od stěn, takže můžete zranit nepřítele, kterého ne úplně vidíte. Ale pozor na těsné prostory! Sekundární vystřelí dělostřelecký granát, jenž letí po balistické křivce a při dopadu se rozletí ve spoustu šrapnelů. Sekundárem lze díky balistickému klesání projektilu střílet přes římsy, aniž by vás nepřítel stojící na nich nebo pod nimi viděl.
- Rocket Launcher – Raketomet, střílí jednotlivé rakety a sekundární útok nabije a vystřelí až 3 rakety naráz (letí vedle sebe). Pokud před vypuštěním nabitých raket přidržíte primární střelbu, letí v těsné spirálové formaci. Když udržíte nepřítele na několik sekund v zaměřovači, jsou vystřelené rakety naváděné (a doženou ho i za rohem). Ale dá se jim uhnout úskokem do strany.
- Lightning Gun – Blesková puška, s funkcí přiblížení.
- Sniper Rifle – Klasická odstřelovací puška.
- Redeemer – "Vykupitel" Ruční (malá) atomová bomba vybuchující při dopadu. Zbraň bývá často někde skrytá (standardně se vyskytuje na jednom místě na mapě). Primární útok vystřelí raketu přímo. Sekundárním raketu řídíte. Poměrně pomalu letící raketu lze zneškodnit zásahem z jakékoli zbraně.
- Ion Painter – Třísekundovým držením zaměříte místo na které následně z orbity vystřelí Iontový kanón.
- Target Painter – Označíte místo na které bombardér Phoenix za chvíli shodí řadu bomb.

## Vehicles (vozidla)
Ve hře je mnoho typů různých vozidel:

### Pozemní
- Goliath – standardní tank s dvěma možnostmi střelby: a) základní velká hlaveň, b) střelba z turretu
- Hellbender – Abyste si v tomto vozidle zastříleli nesmíte ho řídit, protože v drive modu myší akorát troubíte. na korbě je velmi výkonný laserový turret.
- Scorpion – Malé rychlé vozítko s výbornými možnostmi střelby. Pravé tlačítko myši otevře škorpiónova "kusadla" a těmi můžete srazit nepřítele, který zrovna pochoduje vedle Vás.
- Leviathan – Rozložitelná bitevní pevnost, 5 míst, z toho 4 obranné turrety, řidič má k dispozici

rychlopalný raketomet účinný vůči všemu v primární střelbě, v sekundární střelbě a v klidu Leviathan vysune masivni iontové dělo, v tomto módu je však vystaven útokům ze vzduchu.
- Paladin – BonusPack – podobný Goliathu, vybavený navíc štítem a plazmovým dělem
- SPMA – BonusPack – mobilní artilerie, řidič ovládá vozidlo a samotné dělo, spolujezdec ovladá laser turret. Dělo má dva módy střelby, přímý a nepřímý (za pomoci vámi vypuštěného drona).

### Vzdušné
- Cicada – BonusPack
- Manta – Vznášedlo s plazmometem, sekundárním se přitiskne k zemi a rozseká všechny co neuhnou
- Raptor – Vybavené plazmometem a raketami proti Mantám a Raptorům
- + dvě vesmírné lodě (nacházejí se pouze v Assault módu), obě strany se liší pouze kosmeticky

## Věci (Items)
V UT2004 jsou různé předměty, které může hráč sbírat. Tyto věci mají různé funkce a jsou různě prospěšné.
Věci v Unreal Tournament 2004:

### Shields
- Shield Pack: Zvýší hráčův štít o 50, max. 50.
- Super Shield Pack: Zvýší štít o 100, max. 150

### Health Packs/Vials
- Health Pack: Zvýší zdraví o 25 až do 100.
- Keg o' Health: Zvýší zdraví o 100 až do 199.
- Health Vial: Zvýší zdraví o 5 až do 199.

### Speciality
- Double Damage: Dvojitá škoda (při střelbě) po dobu 30 sekund.
- Adrenaline Capsule: Sebrání ampulky přidá 3 adrenaliny, zabití nepřítele 5. Jakmile dosáhnete 100 adrenalinů, je možné použít tzv. adrenaline komba.

## Adrenalinová komba

### Standardní komba
- Speed – Zvýší rychlost postavičky na dvojnásobek (dopředu, dopředu, dopředu, dopředu)
- Booster – Zvyšuje postupně zdraví/štít až na 199/150 (dozadu, dozadu, dozadu, dozadu)
- Invisible – Neviditelnost (vpravo, vpravo, vlevo, vlevo)
- Berserk – Dvojitá rychlost střelby (dopředu, dopředu, dozadu, dozadu)
- Super jump – Dvojitá výška skoku (vlevo, vlevo, vpravo, vpravo)

### ECE Bonusová komba, je potřeba nastavit na serveru (mutátor Bonus Combos)
- Pint-Size – Postavička se zmenší (vlevo, vlevo, vlevo, vlevo)
- Camouflage – Postavička se promění ve statický objekt např. zeď nebo krabici (vpravo, vpravo, vpravo, vpravo)

## Hlášky

### Podle počtu zabití bez vlastní smrti
- 5 zabití: KILLING SPREE
- 10 zabití: RAMPAGE
- 15 zabití: DOMINATING
- 20 zabití: UNSTOPPABLE
- 25 zabití: GODLIKE
- 30 zabití: WICKED SICK

### Podle počtu zabití rychle po sobě
- 2 zabití: DOUBLE KILL
- 3 zabití: MULTI KILL
- 4 zabití: MEGA KILL
- 5 zabití: ULTRA KILL
- 6 zabití: MONSTER KILL
- 7 zabití: LUDICROUS KILL
- 8+ zabití: HOLY SH*T

### Patnáct zabití jednou zbraní
- Shield Gun: JACKHAMMER
- Assault Rifle: GUNSLINGER
- Bio-Rifle: BIO HAZARD
- Shock Rifle (zabití combem): COMBOKING
- Link Gun: SHAFT MASTER
- Minigun: BLUE STREAK
- Flak Cannon: FLAK MONKEY
- Rocket Launcher: ROCKET SCIENTIST
- Sniper Rifle (zabití headshotem): HEADHUNTER
- AVRiL: BIG GAME HUNTER

### Další
- První zabití v zápase: FIRST BLOOD
- Ukradení vozidla nepřátelskému týmu: HIJACKED
- Zabití vozidlem: PANCAKE, ROAD KILL, HIT AND RUN, ROAD RAGE
- Zabití Raptoru Raptorem: TOP GUN
- Sestřelení Raptora tankem: EAGLE EYE